# 圣保罗 (上比利牛斯省)
圣保罗（法語：Saint-Paul，法語發音：[sɛ̃ pɔl] ⓘ）是法国上比利牛斯省的一个市镇，属于巴涅尔德比戈尔区。

## 地理
圣保罗（43°4'53"N, 0°30'20"E）面积6.85 平方千米，位于法国奧克西塔尼大區上比利牛斯省，该省份为法国西南部内陆省份，北至热尔省，西接大西洋比利牛斯省，南与西班牙接壤，东临上加龙省。
与圣保罗接壤的市镇（或旧市镇、城区）包括：屈居龙、阿旺蒂尼昂、内斯特河畔马泽尔、蒙泰居、内斯特河畔圣洛朗。

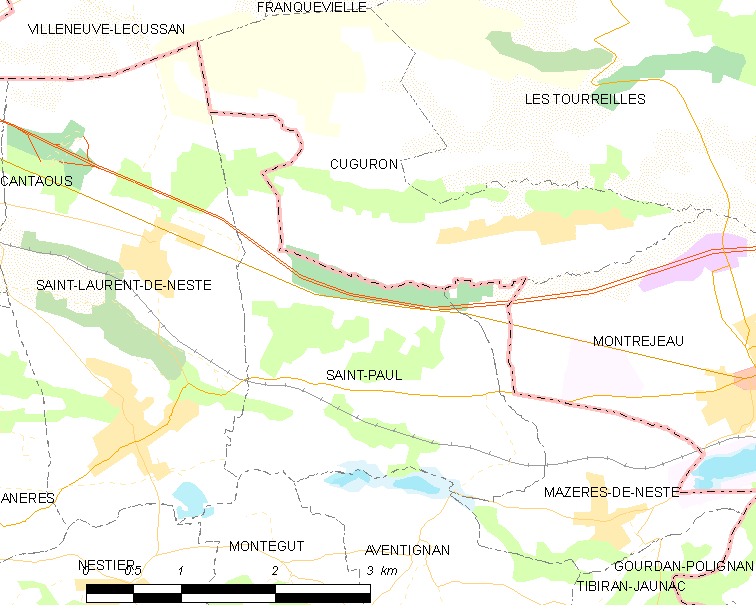
的OSM定位图

圣保罗的时区为UTC+01:00、UTC+02:00（夏令时）。

## 行政
圣保罗的邮政编码为65150，INSEE市镇编码为65394。

## 政治
圣保罗所属的省级选区为巴鲁斯谷县。

## 人口

1962-2008年间人口变化图示

圣保罗于2022年1月1日时的人口数量为322人。